# وصول محمي للشبكات اللاسلكية

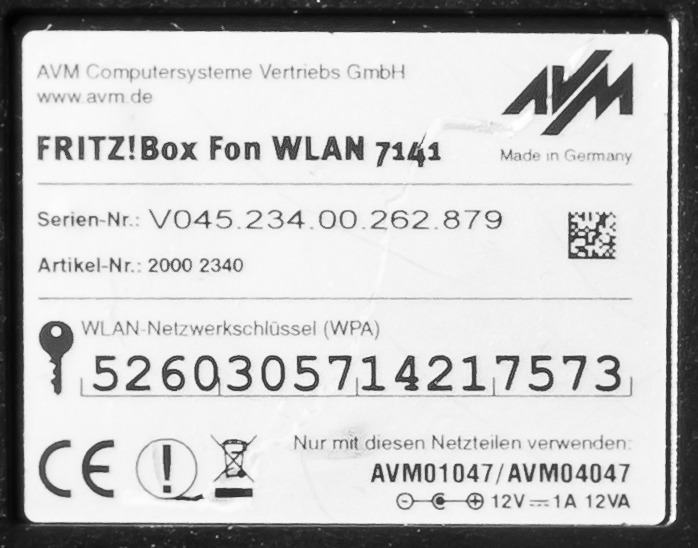

نظام الوصول المحمي للشبكة اللاسلكية (واي فاي) (بالإنجليزية: Wi-Fi Protected Access واختصارًا WPA)، ونظام الوصول المحمي للشبكات اللاسلكية الطراز الثاني WPA2 والطراز الثالث WPA3 وهي عبارة عن بروتوكولات وبرامج لتأكيد أمان الشبكات، طورها اتحاد شبكات الواي فاي (Wi-Fi Alliance)، وذلك استجابةً لوجود نقاط ضعف خطيرة وجدها الباحثون في النظام السابق، وهو نظام الخصوصية المكافئة للشبكات السلكية (WEP)، أصبح الطراز الأول من نظام الوصول المحمي للواي فاي (يشار إليه أحيانًا بمعيار IEEE 802.11i القياسي) متاحًا في عام 2003، وصمم اتحاد شبكات الواي فاي هذا المعيار كتدبير مؤقت حتى توفر الطراز الثاني من النظام الذي تميز بكونه أكثر أمانًا وتعقيدًا، وأُطلق في عام 2004، وهو اختصار شائع لمعيار (آي تريبيل أي 802,11 آي)  IEEE 802.11i الكامل (أو IEEE 802.11i-2004). وفي يناير من عام 2018، أعلن اتحاد شبكات الواي فاي عن إصدار الطراز الثالث من نظام الوصول المحمي للواي فاي WPA3 مع العديد من التحسينات الأمنية على WPA2.

## دعم عتاد الحاسوب
صُمّمت أنظمة الوصول المحمي للواي فاي خصيصًا للعمل مع الأجهزة اللاسلكية التي تم إنتاجها قبل إدخال بروتوكول الوصول المحمي للواي فاي، الذي ينص على عدم كفاية الأمن من خلال نظام الخصوصية المكافئة للشبكات السلكية (WEP). يدعم بعض هذه الأجهزة الطراز الأول للوصول المحمي للواي فاي فقط بعد تطبيق ترقيات وتحديثات للبرامج الثابتة، والتي لا تتوفر لبعض الأجهزة القديمة.
تدعم أجهزة واي فاي المعتمدة منذ عام 2006 بروتوكولي أمان الطراز الأول والطراز الثاني للوصول المحمي، وقد لا يعمل الطراز الثاني في بعض بطاقات الشبكة الأقدم.

## قضايا أمنية

### كلمة السر الضعيفة
يبقى المفتاح المسبق التشارك المستخدم في الطراز الأول والثاني من نظام الوصول المحمي للواي فاي عرضة لهجمات كسر واختراق كلمات المرور إذا كان المستخدمون يعتمدون على كلمات سر ضعيفة أو عبارات مألوفة، تصنف عبارات المرور من خلال اسم معرِّف مجموعة الخدمة SSID)) وطوله، توجد طريقة تمثيل مشهورة مستخدمة خصيصًا لاختراق كلمات المرور معروفة باسم جداول قوس قزح (رينبو تيبل)؛ لمعرفة كلمات المرور الشائعة للشبكة التي تصل إلى أعلى 1000 كلمة محتملة، حيث يمكن استخدامها من خلال البحث السريع لتسريع عملية معرفة كلمة المرور واختراقها.
استبدل الطراز الثالث للوصول المحمي للواي فاي بروتوكولات التشفير المعرضة للتحليل بالرغم من عدم الاتصال بالشبكة اللاسلكية ببروتوكولات تتطلب التفاعل مع البنية التحتية لكل كلمة مرور مخمّنة، وتضع حدودًا زمنية على عدد التخمينات. ومع ذلك، فعيوب التصميم في الطراز الثالث تُمكِن المهاجمين من شن الهجمات بشكل معقول (مثل هجوم دراجون بلَد Dragonblood).

### عدم توفر سرية مثالية للأمام (FOWRWARD SECRECY)
لا يوفر الطرازان الأول والثاني من نظام الوصول المحمي للواي فاي سرية للأمام، ما يعني أنه بمجرد أن يكتشف المهاجم المفتاح المشترك مسبقًا، يمكنه فك تشفير جميع الحزم المشفرة باستخدام الإبدال بإزاحة الطور PSKالمنقولة في الماضي، والتي سيتم نقلها في المستقبل، بحيث يتم جمعها بصورة سلبية وصامتة (دون معرفة المستخدم)، ما يمكن المهاجم من التقاط حزم الآخرين وفك تشفيرها إذا توفرت لديه نقطة وصول مجانية محمية بالطراز الأول في مكان عام، لأن كلمة المرور الخاصة بها عادةً ما يتم مشاركتها مع أي شخص في هذا المكان. وبعبارة أخرى، فالطراز الأول يحمي فقط من المهاجمين الذين لا يستطيعون الوصول إلى كلمة المرور. ولهذا السبب، من الآمن استخدام بروتوكول طبقة المنافذ الآمنة (TLS) أو ما شابه لنقل أي بيانات حساسة. أما في الطراز الثالث من بروتوكولات الوصول المحمي للواي فاي (WPA3)، تمت معالجة هذه المشكلة.

### استرجاع رقم التعريف الشخصي الخاص بإعداد شبكة واي فاي محمية
اكتشف ستيفن فيابوك Stefan Viehböck ثغرة أمنية أكثر خطورة في شهر ديسمبر عام 2011، تؤثر على أجهزة التوجيه اللاسلكية باستخدام ميزة إعداد شبكة واي فاي محمية (WPS)، بغض النظر عن طريقة التشفير المستخدمة. تحتوي معظم الطرز الحديثة على هذه الميزة وتمكّنها افتراضيًا. واتخذ العديد من مصنعي أجهزة واي فاي المخصصة للمستخدمين عدة خطوات للتخلص من احتمالات ضعف اختيارات عبارة المرور عن طريق الترويج لطرق بديلة لإنشاء مفاتيح قوية وتوزيعها تلقائيًا عند قيام المستخدمين بإضافة محول لاسلكي أو جهاز جديد إلى الشبكة. تتضمن هذه الطرق الضغط على الأزرار على الأجهزة أو إدخال رقم التعريف الشخصي(PIN) المكون من ثمانية أرقام.
وحدت مؤسسة تحالف الواي فاي Wi-Fi Alliance هذه الطرق مثل إعداد شبكة واي فاي محمية (WPS)؛ مع ذلك، فميزة رقم التعريف الشخصي (PIN) التي تم تنفيذها على نطاق واسع أوجدت خللًا أمنيًا جديدًا. يسمح الخلل للمهاجم عن بعد باستعادة رقم التعريف الشخصي PIN الخاص بـ WPS ومعه كلمة مرور WPA/WPA2 الخاصة بالموجه في غضون ساعات قليلة.
وحث الخبراء المستخدمين على إيقاف تشغيل ميزة الاعداد البسيط للواي فاي بالرغم من أن إيقاف تشغيلها قد لا يكون ممكنًا في بعض أنواع أجهزة التوجيه.
يُكتب رقم التعريف الشخصي على ملصق على معظم أجهزة التوجيه التي تعمل باستخدام الإعداد البسيط لشبكة الواي فاي، ولا يمكن تغيير هذا الرقم إذا تم اختراقها.
يقدم البروتوكول الثالث للوصول الآمن لشبكات الواي فاي بديلًا جديدًا لتوفير اتصال آمن للأجهزة التي يفتقر مستخدموها للمعرفة في مجال أمن الشبكات اللاسلكية وخيارات الأمان المتوفرة من خلال السماح للأجهزة القريبة بأن تكون بمثابة واجهة مستخدم للقيام بتوفير اتصال آمن بالشبكة، مما يقلل الحاجة إلى استعمال تقنية الإعداد البسيط للواي فاي.

### ثغرة 196
ثغرة 196عبارة عن ثغرة أمنية في بروتوكول الطراز الثاني للوصول المحمي للواي فاي الذي يسيء استخدام مجموعة المفاتيح المؤقتة (GTK). يمكن استخدام هذه الثغرة لهجمات في وسط الاتصال أو للحرمان من الخدمة. تجعل هذه الثغرة النظام يفترض أن المهاجم مصادق عليه بالفعل من قِبل نقطة الاتصال وبالتالي يمتلك مجموعة المفاتيح المؤقتة.

### مجموعة المفاتيح المؤقتة المتوقعة
في عام 2016، تبين أن معايير الطراز الأول والثاني من أنظمة الوصول المحمي للواي فاي تحتوي على مولد رقم عشوائي (RNG) غير آمن، وأظهر الباحثون أنه إذا تم تطبيق توليد الرقم عشوائيًا، سيستطيع المهاجم التنبؤ بمفتاح المجموعة الذي من المفترض أن يتم إنشاؤه عشوائيًا بواسطة نقطة الوصول (AP).
بالإضافة إلى ذلك، أظهروا أن امتلاك مجموعة المفاتيح المؤقتة يمكّن المهاجم من اكتشاف أي حركة لكلمة مرور على الشبكة، ويسمح للمهاجم بفك تشفير كل كلمة مرور مرسلة عبر الشبكة اللاسلكية. ظهر هجوم على جهاز توجيه Asus RT-AC51U الذي يستخدم برامج تشغيل ميديا تيك MediaTek الخارجية، والتي تولد مجموعة مفاتيح مؤقتة، وظهر أنه يمكن استرداد هذه المجموعة من المفاتيح خلال دقيقتين أو أقل. وبالمثل، تم عرض المفاتيح التي تم إنشاؤها بواسطة برودكوم Broadcom التي تعمل على VxWorks 5 والإصدارات الأحدث، وتبين أنه يمكن استردادها في غضون أربع دقائق أو أقل، ما يؤثر، على سبيل المثال، على إصدارات معينة من Linksys WRT54G وبعض طرز آبل إيربورت إكستريم Apple AirPort Extreme.
يمكن للموردين تجنب هذا الهجوم باستخدام مولد رقم عشوائي آمن. من خلال ذلك، يكون هوستابد Hostapd، وهو مضيف داخلي يعمل على نظام لينوكس Linux محميًا من الهجوم، وبالتالي لا تتعرض أجهزة التوجيه التي تعمل على تثبيتات أوبن وايرليس راوتر OpenWrt أو LEDE النموذجية لهذا التهديد.

### هجوم الكراك أو هجوم إعادة تثبيت المفتاح (Key Reinstallation Attack)
في شهر أكتوبر من عام 2017، نُشرت تفاصيل هجوم كراك على الطراز الثاني للوصول المحمي للواي فاي، ويُعتقد أن هجوم كراك يمكن أن يؤثر على جميع أنواع الطرازين الأول والثاني للوصول المحمي للواي -فاي، ومع ذلك، فالآثار الأمنية تختلف بين التطبيقات، وهذا يتوقف على المعيار الذي يستخدمه المطورون الفرديون لتفسير الجزء المتضرر. بعض البرمجيات قد تحل الضرر الناتج عن هجوم الكراك، لكن هذا غير متوفر في جميع الأجهزة.

### هجوم دراجون بلد أو دم التنين (Dragonblood)
في شهر أبريل عام 2019، عُثر على ثغرات خطيرة في تصميم الطراز الثالث من أنظمة الوصول المحمي للواي فاي، والتي تسمح للمهاجمين بتنفيذ هجمات خفض المستوى وهجمات لها علاقة بنظام الحاسوب نفسه، وإتاحة الوصول لعبارات المرور، بالإضافة إلى شن هجمات رفض الخدمة على محطات قاعدة الواي فاي.